# U-46 (tàu ngầm Đức) (1938)
U-46 là một tàu ngầm tấn công  Lớp Type VII thuộc phân lớp Type VIIB được Hải quân Đức Quốc Xã chế tạo trước Chiến tranh Thế giới thứ hai. Nhập biên chế năm 1938, nó đã thực hiện được tổng cộng mười ba chuyến tuần tra, đánh chìm được hai mươi tàu buôn tải trọng 85.792 GRT, hai tàu chiến phụ trợ tải trọng 35.284 GRT, đồng thời gây tổn thất toàn bộ cho một tàu buôn 2.080 GRT cùng gây hư hại cho hai chiếc khác. U-46 được rút về vai trò huấn luyện từ tháng 10, rồi xuất biên chế vào tháng 10, 1943.
Vào cuối cuộc xung đột, chiếc tàu ngầm bị đánh đắm trong vịnh Kupfermühlen vào ngày 5 tháng 5, 1945, nhằm tránh bị lọt vào tay lực lượng Đồng Minh.

## Thiết kế và chế tạo

### Thiết kế
Phân lớp VIIB của Tàu ngầm Type VII là một phiên bản VIIA được mở rộng. Chúng có trọng lượng choán nước 753 t (741 tấn Anh) khi nổi và 857 t (843 tấn Anh) khi lặn). Con tàu có chiều dài chung 66,50 m (218 ft 2 in), lớp vỏ trong chịu áp lực dài 48,80 m (160 ft 1 in), mạn tàu rộng 6,20 m (20 ft 4 in), chiều cao 9,50 m (31 ft 2 in) và mớn nước 4,74 m (15 ft 7 in).
Chúng trang bị hai động cơ diesel Germaniawerft F46 6-xy lanh 4 thì, tổng công suất 2.800–3.200 PS (2.100–2.400 kW; 2.800–3.200 bhp), dẫn động hai trục chân vịt đường kính 1,23 m (4,0 ft), cho phép đạt tốc độ tối đa 17,9 kn (33,2 km/h), và tầm hoạt động tối đa 8.700 nmi (16.100 km) khi đi tốc độ đường trường 10 kn (19 km/h). Khi đi ngầm dưới nước, chúng sử dụng hai động cơ/máy phát điện Brown, Boveri & Cie GG UB 720/8 tổng công suất 750 PS (550 kW; 740 shp). Tốc độ tối đa khi lặn là 8 kn (15 km/h), và tầm hoạt động 90 nmi (170 km) ở tốc độ 4 kn (7,4 km/h). Con tàu có khả năng lặn sâu đến 230 m (750 ft).
Vũ khí trang bị có năm ống phóng ngư lôi 53,3 cm (21 in), bao gồm bốn ống trước mũi và một ống phía đuôi, và mang theo tổng cộng 14 quả ngư lôi, hoặc tối đa 22 quả thủy lôi TMA, hoặc 33 quả TMB. Tàu ngầm Type VIIB bố trí một hải pháo 8,8 cm SK C/35 cùng một pháo phòng không 2 cm (0,79 in) trên boong tàu. Thủy thủ đoàn bao gồm 4 sĩ quan và 40-56 thủy thủ.

### Chế tạo
U-46 được đặt hàng vào ngày 21 tháng 11, 1936, và được đặt lườn tại xưởng tàu của hãng Friedrich Krupp Germaniawerft tại Kiel vào ngày 24 tháng 2, 1937. Nó được hạ thủy vào ngày 10 tháng 9, 1938, và nhập biên chế cùng Hải quân Đức Quốc Xã vào ngày 2 tháng 11, 1938 dưới quyền chỉ huy của Hạm trưởng, Đại úy Hải quân Herbert Sohler.

## Lịch sử hoạt động

### 1939

#### Chuyến tuần tra thứ nhất
Khi mâu thuẫn với Ba Lan có nguy cơ bùng nổ thành xung đột, U-46 lên đường từ cảng Kiel vào ngày 19 tháng 8, 1939, trước khi Thế Chiến II chính thức diễn ra vào ngày 1 tháng 9, nhằm cho phép nó tấn công tàu bè đối phương ngay khi xung đột bắt đầu. Nó tiến ra Bắc Hải, rồi băng qua khe GIUK giữa quần đảo Faroe và Iceland để tiến vào khu vực giữa Đại Tây Dương và hoạt động tại vùng biển về phía Tây Nam Ireland. Tuy nhiên nó đã không đánh chìm được mục tiêu nào và quay trở về căn cứ Kiel vào ngày 15 tháng 9.

#### Chuyến tuần tra thứ hai và thứ ba
Tiếp tục hoạt động từ căn cứ Kiel trong các chuyến tuần tra tiếp theo, U-46 đã đánh chìm tàu buôn Anh City of Mandalay vào ngày 17 tháng 10 trong chuyến thứ hai từ ngày 3 tháng 10 đến ngày 7 tháng 11, và đánh chìm tàu buôn Na Uy Rudolph vào ngày 21 tháng 12 trong chuyến thứ ba từ ngày 19 tháng 12, 1939 đến ngày 10 tháng 1, 1940.

### 1940

#### Chuyến tuần tra thứ tư và thứ năm
Chuyến tuần tra thứ tư của U-46 diễn ra trong hai ngày 29 tháng 2 và 1 tháng 3, về thực chất chiếc tàu ngầm chỉ chuyển căn cứ hoạt động từ Kiel đến Wilhelmshaven. Nó xuất phát từ đây cho chuyến tuần tra thứ năm từ ngày 11 tháng 3, và trong khuôn khổ các trận chiến chung quanh Narvik, Na Uy vào ngày 13 tháng 4, U-46 bị các tàu khu trục Hải quân Hoàng gia Anh hộ tống cho thiết giáp hạm HMS Warspite thả mìn sâu tấn công tại tọa độ 68°33′B 15°07′Đ / 68,55°B 15,117°Đ, và bị hư hại đáng kể. Nó quay trở về Kiel vào ngày 23 tháng 4.
Đại úy Sohler đã chỉ huy U-46 trong suốt năm chuyến tuần tra đầu tiên trong chiến tranh, nhưng thành tích khiêm tốn đạt được khiến ông phải bàn giao vai trò hạm trưởng cho Đại úy Hải quân Engelbert Endrass vào ngày 22 tháng 5. Endrass từng đảm nhiệm vị trí hạm phó của chiếc U-47 dưới quyền Đại úy Günther Prien, khi chiếc U-boat này xâm nhập Scapa Flow và đánh chìm thiết giáp hạm HMS Royal Oak. U-46 là tàu ngầm đầu tiên Endrass chỉ huy.

#### Chuyến tuần tra thứ sáu
U-46 xuất phát từ Kiel vào ngày 1 tháng 6 và băng qua Bắc Hải để tiến vào Đại Tây Dương. Nó có chiến công đầu tiên ngay ngày 6 tháng 6 khi đánh chìm tàu buôn tuần dương vũ trang Anh RMS Carinthia, rồi sau đó đến lượt tàu buôn Phần Lan SS Margareta vào ngày 9 tháng 6. Đến ngày 11 tháng 6, nó gây hư hại cho chiếc MV Athelprince; và sang ngày hôm sau nó đánh chìm SS Barbara Marie và SS Willowbank. U-46 còn đánh chìm thêm tàu buôn Hy Lạp SS Elpis vào ngày 17 tháng 6 trước khi kết thúc chuyến tuần tra và quay trở về Kiel vào ngày 1 tháng 7.
U-46 chuyển căn cứ đến Bergen, Na Uy vào đầu tháng 8. Trên đường đi vào ngày 3 tháng 8, nó bị tàu ngầm Anh HMS Triad phát hiện; Triad đã trồi lên mặt nước và tấn công U-46 bằng hải pháo lúc 22 giờ 30 phút, và chiếc tàu ngầm Đức đã lặn xuống ẩn nấp. Triad truy đuổi theo U-46 nhưng nó mất dấu mục tiêu.

#### Chuyến tuần tra thứ bảy
U-46 lên đường vào ngày 8 tháng 8 cho chuyến tuần tra thứ bảy cũng rất thành công. Vào ngày 16 tháng 8, nó gây hư hại cho tàu buôn Hà Lan SS Alcinous, rồi đến ngày 20 tháng 8 lại phóng trúng ngư lôi vào tàu buôn Hy Lạp SS Leonidas M. Valmas, khiến mục tiêu tổn thất toàn bộ. Đến ngày 27 tháng 8, nó đánh chìm tàu buôn tuần dương vũ trang HMS Dunvegan Castle, rồi tiếp nối là chiếc SS Ville de Hasselt vào ngày 31 tháng 8 và SS Thornlea vào ngày 2 tháng 9. SS Luimneach, một tàu buôn mang cờ Ireland trung lập, bị đánh chìm bằng hải pháo vào ngày 4 tháng 9.
Các hạm trưởng đã tường thuật lại chi tiết khác nhau về cuộc tấn công này. Đại úy Endrass cho rằng hạm trưởng Eric Jones và thủy thủ đoàn của Luimneach đã mất tinh thần sau phát đạn bắn cảnh cáo của U-46 ngang trước mũi tàu. Trong khi đó Jones là một hạm trưởng dày kinh nghiệm và Luimneach từng trải qua 12 đợt không kích trong cuộc Nội chiến Tây Ban Nha. Thủy thủ đoàn của Luimneach đã bỏ tàu và Endrass sau đó đã đánh chìm mục tiêu bằng hải pháo, vì U-46 đã sử dụng hết số ngư lôi mang theo. Trong cuộc điều tra vào ngày 4 tháng 3, 1941, Đô đốc Karl Dönitz kết luận chiếc U-boat đã ứng xử phù hợp với quy tắc giao chiến khi đánh chìm một con tàu đã bị bỏ lại. U-46 kết thúc chuyến tuần tra và đi đến cảng Lorient tại bờ biển Đại Tây Dương của nước Pháp bị chiếm đóng vào ngày 6 tháng 9.

#### Chuyến tuần tra thứ tám
Xuất phát từ Saint Nazaire, Pháp vào ngày 23 tháng 9, chuyến tuần tra thứ tám của U-46 chỉ kéo dài bảy ngày, nhưng nó đã đánh chìm các tàu buôn SS Coast Wings và SS Siljan vào ngày 26 tháng 9 với tổng tải trọng 3.920 tấn.

#### Chuyến tuần tra thứ chín
Lên đường vào ngày 13 tháng 10 cho chuyến tuần tra thứ chín, U-46 phối hợp hoạt động cùng một bầy sói để tấn công các đoàn tàu vận tải SC 7 và HX 79. Nó đã đánh chìm các tàu buôn SS Beatus, SS Convallaria và SS Gunborg thuộc Đoàn tàu SC 7 vào ngày 18 tháng 10, cùng các chiếc SS Ruperra và SS Janus vào các ngày 19 và 20 tháng 10 tương ứng. Đến ngày 25 tháng 10, chiếc tàu ngầm bị ba máy bay Lockheed Hudson thuộc Liên đội 233 Không quân Hoàng gia Anh tấn công, khiến một thủy thủ bị tử thương. U-46 kết thúc chuyến tuần tra và về đến Kiel vào ngày 29 tháng 10.

### 1941

#### Chuyến tuần tra thứ mười và mười một
Sau một giai đoạn bảo trì và sửa chữa, U-46 khởi hành từ Kiel vào ngày 12 tháng 2, 1941 cho chuyến tuần tra thứ mười, rồi đi đến cảng Saint Nazaire, Pháp vào ngày 4 tháng 3 mà không đánh chìm được mục tiêu nào. Nó thành công hơn trong chuyến tuần tra thứ mười một tiếp theo, kéo dài từ ngày 15 tháng 3 đến ngày 10 tháng 4. U-46 đã lần lượt đánh chìm SS Liguria vào ngày 29 tháng 3, SS Castor vào ngày 31 tháng 3, và SS British Reliance vào ngày 2 tháng 4, cùng gây hư hại cho SS Alderpool vào ngày 3 tháng 4.  

#### Chuyến tuần tra thứ mười hai và mười ba
Khởi hành từ Saint Nazaire vào ngày 15 tháng 5 cho chuyến tuần tra thứ mười hai, U-46 đã gây hư hại cho SS Ensis vào ngày 8 tháng 6 và đánh chìm SS Phidias vào ngày hôm sau 9 tháng 6. Tuy nhiên Ensis đã húc vào kẻ tấn công, gây hư hại tháp chỉ huy và kính tiềm vọng của U-46, buộc nó phải kết thúc chuyến tuần tra và quay trở về Saint Nazaire vào ngày 13 tháng 6.  Trong chuyến tuần tra cuối cùng từ ngày 26 tháng 7 đến ngày 26 tháng 8 xuất phát từ Saint Nazaire, U-46 không bắt gặp mục tiêu nào đáng kể. Nó kết thúc chuyến tuần tra tại Kiel. 

### 1942 - 1945
Sau chuyến tuần tra cuối cùng vào ngày 24 tháng 9, 1941, U-46 được điều về Chi hạm đội U-boat 26 để phục vụ như một tàu huấn luyện.  Nó được điều sang Chi hạm đội U-boat 24 vào tháng 4, 1942, rồi được cho xuất biên chế tại Neustadtvào tháng 10, 1943. Vào giai đoạn kết thúc Thế Chiến II, theo dự định của kế hoạch Regenbogen, U-46 bị đánh đắm tại vịnh Kupfermühlen, tại tọa độ 54°50′B 9°29′Đ / 54,833°B 9,483°Đ, vào ngày 5 tháng 5, 1945, để tránh lọt vào tay lực lượng Đồng Minh.

### "Bầy sói" tham gia
U-46 từng tham gia hai bầy sói
- Rösing (12 – 15 tháng 6, 1940)
- West (19 tháng 5 – 6 tháng 6, 1941)

### Tóm tắt chiến công
U-46 đã đánh chìm được hai mươi tàu buôn với tổng tải trọng 85.792 GRT, hai tàu chiến phụ trợ với tổng tải trọng 35.284 GRT, đồng thời gây tổn thất toàn bộ cho một tàu buôn 2.080 GRT cùng gây hư hại cho hai chiếc khác:
| Ngày              | Tên tàu             | Quốc tịch              | Tải trọng | Số phận          |
| ----------------- | ------------------- | ---------------------- | --------- | ---------------- |
| 17 tháng 10, 1939 | City of Mandalay    | Anh Quốc               | 7.028     | Bị đánh chìm     |
| 21 tháng 12, 1939 | Rudolf              | Na Uy                  | 924       | Bị đánh chìm     |
| 6 tháng 6, 1940   | HMS Carinthia       | Hải quân Hoàng gia Anh | 20.277    | Bị đánh chìm     |
| 9 tháng 6, 1940   | Margareta           | Phần Lan               | 2.155     | Bị đánh chìm     |
| 11 tháng 6, 1940  | Athelprince         | Anh Quốc               | 8.782     | Bị hư hại        |
| 12 tháng 6, 1940  | Barbara Marie       | Anh Quốc               | 4.223     | Bị đánh chìm     |
| 12 tháng 6, 1940  | Willowbank          | Anh Quốc               | 5.041     | Bị đánh chìm     |
| 17 tháng 6, 1940  | Elpis               | Hy Lạp                 | 3.651     | Bị đánh chìm     |
| 16 tháng 8, 1940  | Alcinuos            | Hà Lan                 | 6.189     | Bị hư hại        |
| 16 tháng 8, 1940  | Leonidas M. Valmas  | Hy Lạp                 | 2.080     | Tổn thất toàn bộ |
| 27 tháng 8, 1940  | HMS Dunvegan Castle | Hải quân Hoàng gia Anh | 15.007    | Bị đánh chìm     |
| 31 tháng 8, 1940  | Ville de Hasselt    | Bỉ                     | 7.461     | Bị đánh chìm     |
| 2 tháng 9, 1940   | Thornlea            | Anh Quốc               | 4.261     | Bị đánh chìm     |
| 4 tháng 9, 1940   | Lumineach           | Ireland                | 1.074     | Bị đánh chìm     |
| 26 tháng 9, 1940  | Coast Wings         | Anh Quốc               | 862       | Bị đánh chìm     |
| 26 tháng 9, 1940  | Siljan              | Thụy Điển              | 3.058     | Bị đánh chìm     |
| 18 tháng 10, 1940 | Beatus              | Anh Quốc               | 4.885     | Bị đánh chìm     |
| 18 tháng 10, 1940 | Convallera          | Thụy Điển              | 1.996     | Bị đánh chìm     |
| 18 tháng 10, 1940 | Gunborg             | Thụy Điển              | 1.572     | Bị đánh chìm     |
| 18 tháng 10, 1940 | Ruperra             | Anh Quốc               | 4.548     | Bị đánh chìm     |
| 20 tháng 10, 1940 | Janus               | Thụy Điển              | 9.965     | Bị đánh chìm     |
| 29 tháng 3, 1941  | Liguria             | Thụy Điển              | 1.751     | Bị đánh chìm     |
| 31 tháng 3, 1941  | Castor              | Thụy Điển              | 8.714     | Bị đánh chìm     |
| 2 tháng 4, 1941   | British Reliance    | Anh Quốc               | 7.000     | Bị đánh chìm     |
| 3 tháng 4, 1941   | Alderpool           | Anh Quốc               | 4.313     | Bị hư hại        |
| 8 tháng 6, 1941   | Ensis               | Anh Quốc               | 6.207     | Bị hư hại        |
| 9 tháng 6, 1941   | Phidias             | Anh Quốc               | 5.623     | Bị đánh chìm     |